# 西格内·霍恩堡
西格内·伊达·卡塔琳娜·霍恩堡（瑞典語：Signe Ida Katarina Hornborg，1862年11月8日—1916年12月6日），芬兰建筑师。她被认为是欧洲首位女性职业建筑师，她也有可能是世界上首位获得建筑师学位的女性。首位独立开业的女性建筑师则为维薇·勒恩，她是芬兰首位开设自己的建筑设计所的女性建筑师。

## 职业生涯
西格内·霍恩堡的父亲为波尔沃主教。自1887年起她得到特别许可在赫尔辛基理工学院作为名额之外的半职学员，因为当时女性不被接受为全职学生。1890年她作为首位女性毕业并获得建筑师学位。开始时她在埃利亚·海克尔的建筑设计所工作，后来与拉尔斯·松克一起工作，不过也曾独立工作过。
霍恩堡的代表作为哈米纳消防楼（1890年）、位于波里的新文藝復興建築风格的西格内堡（又称内尔万德楼，1892年）、位于赫尔辛基木匠街1号的公寓楼（1897年），以及位于赫尔辛基卡利奥区的儿童工作室。木匠街1号的公寓楼在1960年代被拆除，但现今被认为是建筑史上的丑闻。

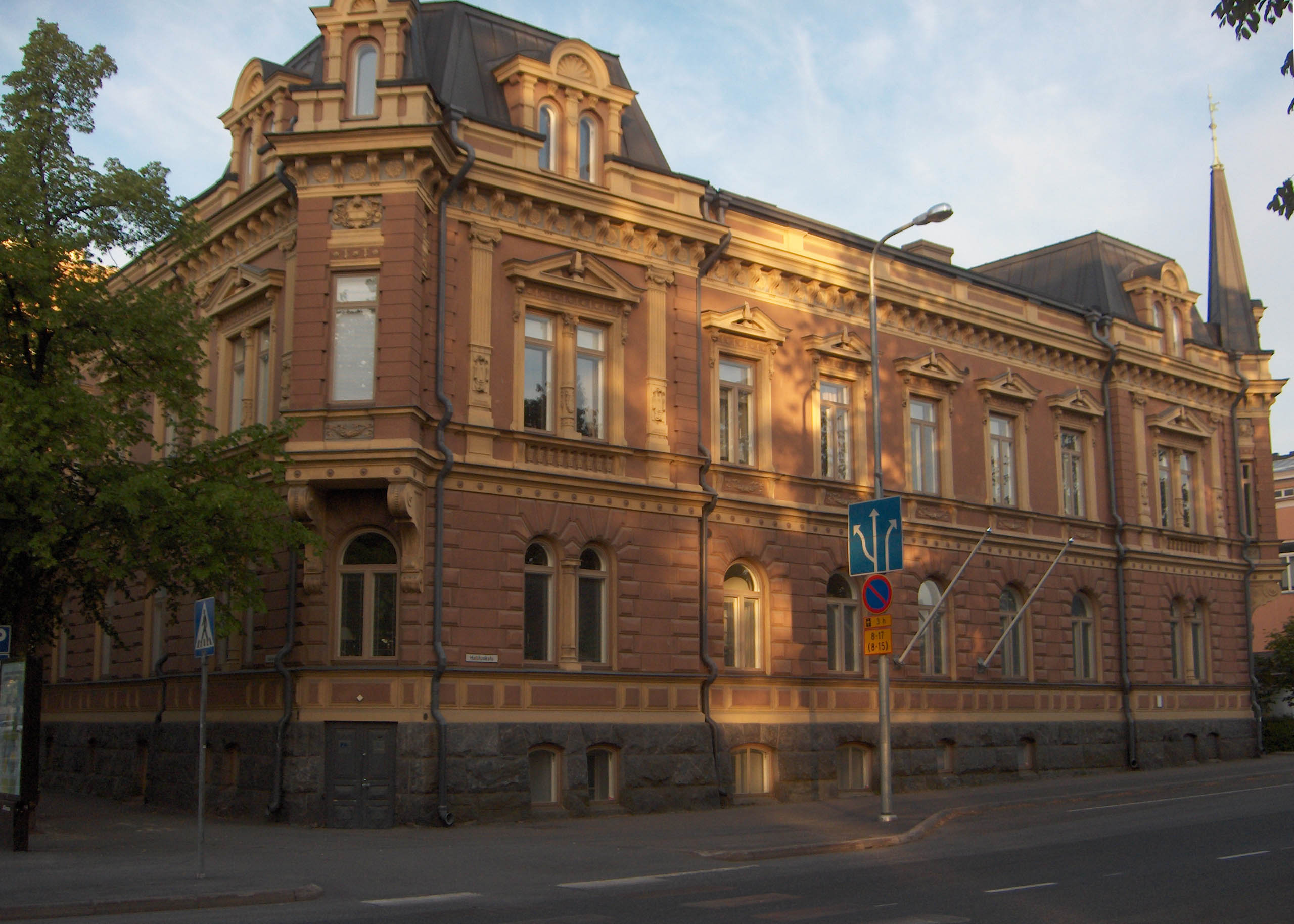
西格内堡
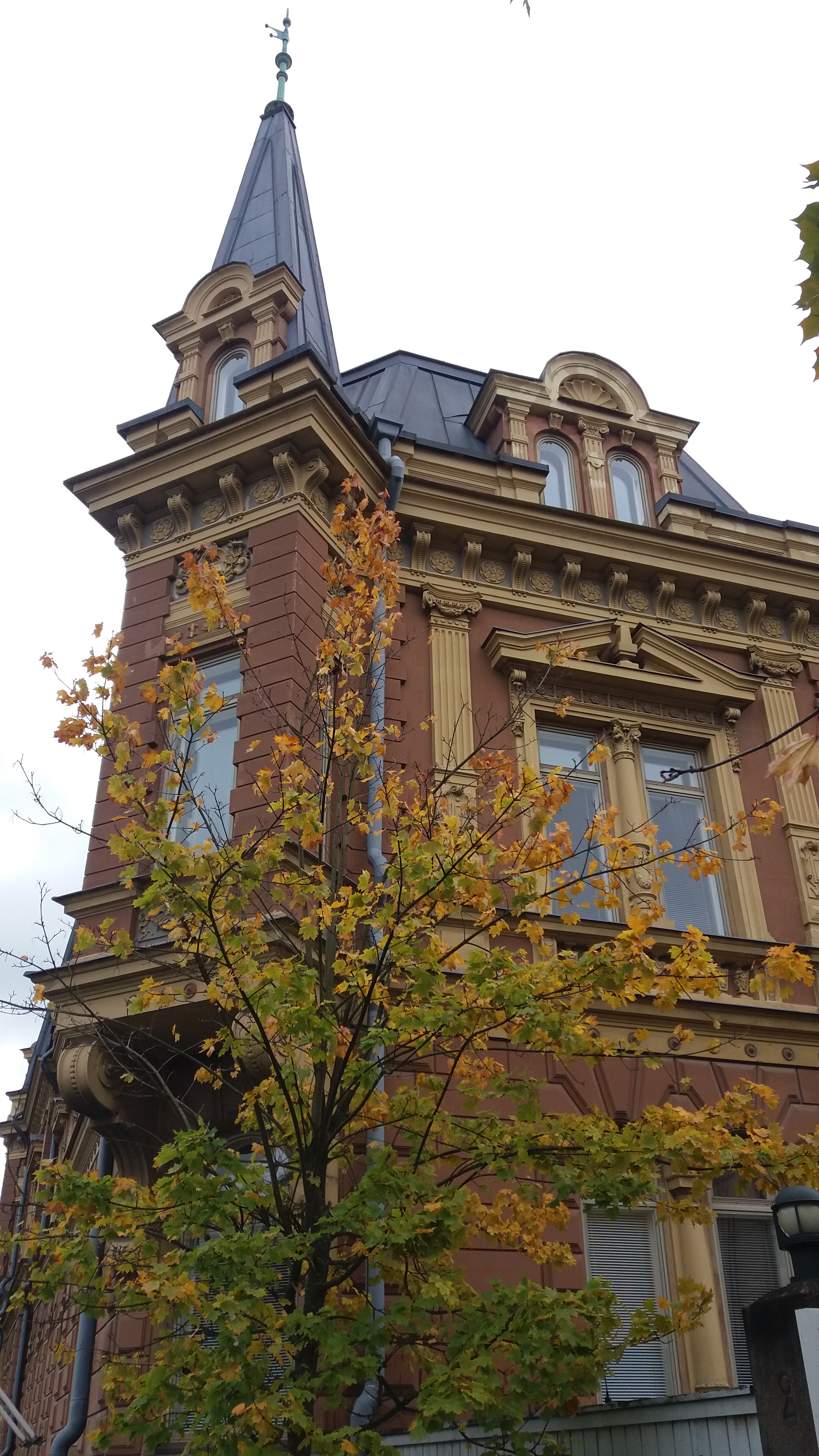
西格内堡的塔楼